# Роберт I Мале
Ро́берт Мале́ (англ. Robert Malet, фр. Robert Malet; ум. после 1133 года) — англо-нормандский барон, сеньор де Гравиль и феодальный барон Ай (с 1071 года), шериф Норфолка и Саффолка (1071—1080), великий камергер (1130—1133). Согласно «Книге Страшного суда» (1086 год) был крупным землевладельцем и владел большим количеством поместий, как в Англии, так и в Нормандии.

## Биография

### Происхождение
Роберт Мале был старшим сыном Гильома Мале и его супруги Эсилии Криспин, дочери Жильбера Криспина, кастеляна Тийера и Вексена. Его отец Гильом происходил из нормандского рода Мале и был соратником герцога Вильгельма и участником нормандского завоевания Англии. После завоевания Англии Вильгельм стал королём, а Гильом Мале получил большие поместья и должности шерифа графства Йоркшираи шерифа Норфолка и Саффолка.

### Карьера
В 1071 году его отец погиб во время подавления восстания англосаксов под предводительством Хереварда Уэйка. Роберт унаследовал большую часть поместий отца в Англии и семейные земли в Нормандии и должность шерифа графств Норфолк и Саффолк, которым он был до 1080 года. В 1075 году Роберт участвовал в подавлении восстания графа Ральфа II и стал приближённым короля Вильгельма I Завоевателя. Согласно «Книге Страшного суда» (1086 год) Роберт был крупным землевладельцем, его огромные владения были расположены в Саффолке, Йоркшире, Линкольншире, Эссексе, Ноттингемпшире, Хэмпшире и у него были семейные владения в Нормандии.
В правление короля Вильгельма Рыжего его английские владения были конфискованы, возможно за поддержку старшего брата короля Роберта Куртгёза, герцога Нормандского, противника Вильгельма. Он проживал в Нормандии до 1100 года, когда Вильгельм II был убит на охоте и королём стал его младший брат Генрих I, который как считают историки, возвратил Роберту Мале его английские владения.
Мале, вероятно, был участником битвы при Теншбре (28 сентября 1106), в которой войска Генриха I одержали победу над армией Роберта Куртгёза, который попал в плен и много лет спустя умер в заключении. Считается, что Роберт Мале был убит в битве, но это доподлинно не установлено, поскольку убитый рыцарь упомянут, как Роберт Мале из Саффолка.
В 1130 году Мале получил учреждённую Генрихом I должность лорда великого камергера, одну из двух ведущих должностей в системе управления хозяйством королевского двора. Мале занимал эту должность до 1133 года, когда Генрих I передал её Обри де Веру II, чьи потомки наследовали эту должность в последующие годы. Дальнейшая судьба Роберта Мале и дата смерти неизвестны.